# تاداشي موري
تاداشي موري (باليابانية: 森正؛ بالكانا: もり ただし) هو موزع ياباني، ولد في 14 ديسمبر 1921 في طوكيو في اليابان، وتوفي بنفس المكان في 1987.